# Auktoritarianism
Auktoritarianism eller auktoritarism är ett styrelseskick som karaktäriseras av förväntningar på absolut åtlydnad av makten (exempelvis myndigheter) och begränsning av individuella friheter. En auktoritär stat anses inte vara demokratisk, när den högsta statsledningen agerar utan hänsyn till eventuell opposition. Men auktoritarianism och demokrati är inte nödvändigtvis totala motsatser eller oförenliga. Det är fullt möjligt för demokratiska stater att ha starka auktoritära drag såväl i form som funktion för hur underkastelse inför myndighet sker. Exempelvis anses Turkiets president Recep Tayyip Erdoğan, omvald två gånger, visa på starka auktoritära drag.
Enligt Juan Linz beskrivning av auktoritarianism karaktäriseras auktoritära regimer av fyra egenskaper:
1. Begränsad, ickerepresentativ politisk pluralism; det vill säga begränsning inom de politiska institutionerna, såsom lagstiftare, politiska partier, intresseorganisationer med flera.
2. Legitimitet genom känslor och regimens centrala betydelse för att mota det onda i samhället, såsom lätt igenkännbara samhällsproblem.
3. Varken koncentrerad eller omfattande politisk mobilisering är tillåten samt begränsningar för massmöten vilket fungerar som repressiv metod mot motståndare och ett förbud mot politisk verksamhet som undergräver regimen (till exempel uppror eller subversion).
4. Den formella, verkställande makten är inte tydligt definierad, ofta skiftande och vag.[18]

## Etymologi
Ordet auktoritarianism bygger på ordet auktoritet, som kommer från latinets auctoritas, har olika innebörd såsom rättsgiltighet, myndighet, inflytande, anseende och person eller skrift, som tillerkänns ett visst anseende, sakkunskap med mera. En person eller myndighet som är auktoritativ har rätt och makt att påbjuda någonting.

## Auktoritär personlighet
Auktoritarism eller auktoritär personlighet karaktäriseras av ett stabilt, individuellt personlighetsdrag med anlag för fördomar (mot exempelvis minoriteter och oliktänkande) och förakt för svaghet, med en attraktion för makt, disciplin, rang och status. Den auktoritära personen har en benägenhet för positiv inställning till våld och är aggressiv genom numerärt övertag, vapen eller myndigheters uppmaning. Individer med auktoritär personlighet tenderar att förespråka strängare straff och döma minoriteter hårdare.